# 2540 Blok
2540 Blok eller 1971 TH2 är en asteroid i huvudbältet som upptäcktes den 13 oktober 1971 av den ryska astronomen Ljudmjla Tjernych vid Krims astrofysiska observatorium på Krim. Den har fått sitt namn efter den ryske poeten Aleksandr Blok.
Asteroiden har en diameter på ungefär 5 kilometer.